# Arnold Fanck
Arnold Fanck (ur. 6 marca 1889 we Frankenthal (Pfalz), zm. 28 września 1974 we Freiburgu Bryzgowijskim) – niemiecki reżyser, scenarzysta i producent. Jeden z pierwszych twórców niemieckiego filmu górskiego.

## Życiorys
Z wykształcenia geolog. Po I wojnie światowej zaczął tworzyć filmy dokumentalne, zainteresowała go tematyka gór i sportów zimowych, które sam uprawiał. Jego filmy górskie szybko zdobyły sobie popularność i uznanie niemieckiej widowni, a on sam został uznanym za jednego z pionierów tego gatunku. Fanck pracował przede wszystkim z Leni Riefenstahl, Georgiem Wilhelmem Pabstem i amerykańskim reżyserem Tayem Garnettem.
W okresie narodowego socjalizmu w Niemczech Fanck miał problemy z robieniem filmów, bowiem odmówił współpracy. W czasie wojny zdecydował się jednak nakręcić filmy propagandowe (m.in. „Ein Robinson” i „Arno Breker – Harte Zeit, starke Kunst”). Po wojnie filmy z okresu narodowego socjalizmu zostały zakazane, a Fanck nie mógł znaleźć pracy i zatrudnił się jako drwal.
Po projekcji jego filmu „Der ewige Traum” na festiwalu filmów górskich w Trydencie w 1957 roku, przypomniano sobie o artystycznych dokonaniach Fancka. Aby przetrwać trudności finansowe sprzedał prawa do części swoich filmów.
Na rok 2011 wnuk Fancka, Matthias, planował wydanie pełnej kolekcji filmów swojego dziadka.